# Свиридівка (Миргородський район)
Свири́дівка — село в Україні, у Лохвицькій міській громаді Миргородського району Полтавської області.
Населення становить 668 осіб. Колишній орган місцевого самоврядування — Свиридівська сільська рада.

## Географія
Село Свиридівка знаходиться на правому березі річки Сула, вище за течією на відстані 3 км розташоване село Голінка (Роменський район), нижче за течією на відстані 1 км розташоване село Степуки, на протилежному березі — село Ручки. Річка в цьому місці звивиста, утворює лимани, стариці та заболочені озера.

## Історія
- 1722 — дата заснування.
- 12 червня 2020 року, відповідно до розпорядження Кабінету Міністрів України № 721-р «Про визначення адміністративних центрів та затвердження територій територіальних громад Полтавської області», село увійшло до складу Лохвицької міської громади[1].
- 19 липня 2020 року, в результаті адміністративно - територіальної реформи та ліквідації Лохвицького району, село увійшло до складу новоутвореного Миргородського району Полтавської області[2].

## Економіка
- Молочно-товарна і птахо-товарна ферми.
- «Батьківщина плюс 1», ТОВ.

## Об'єкти соціальної сфери
- Школа.

## Пам'ятки

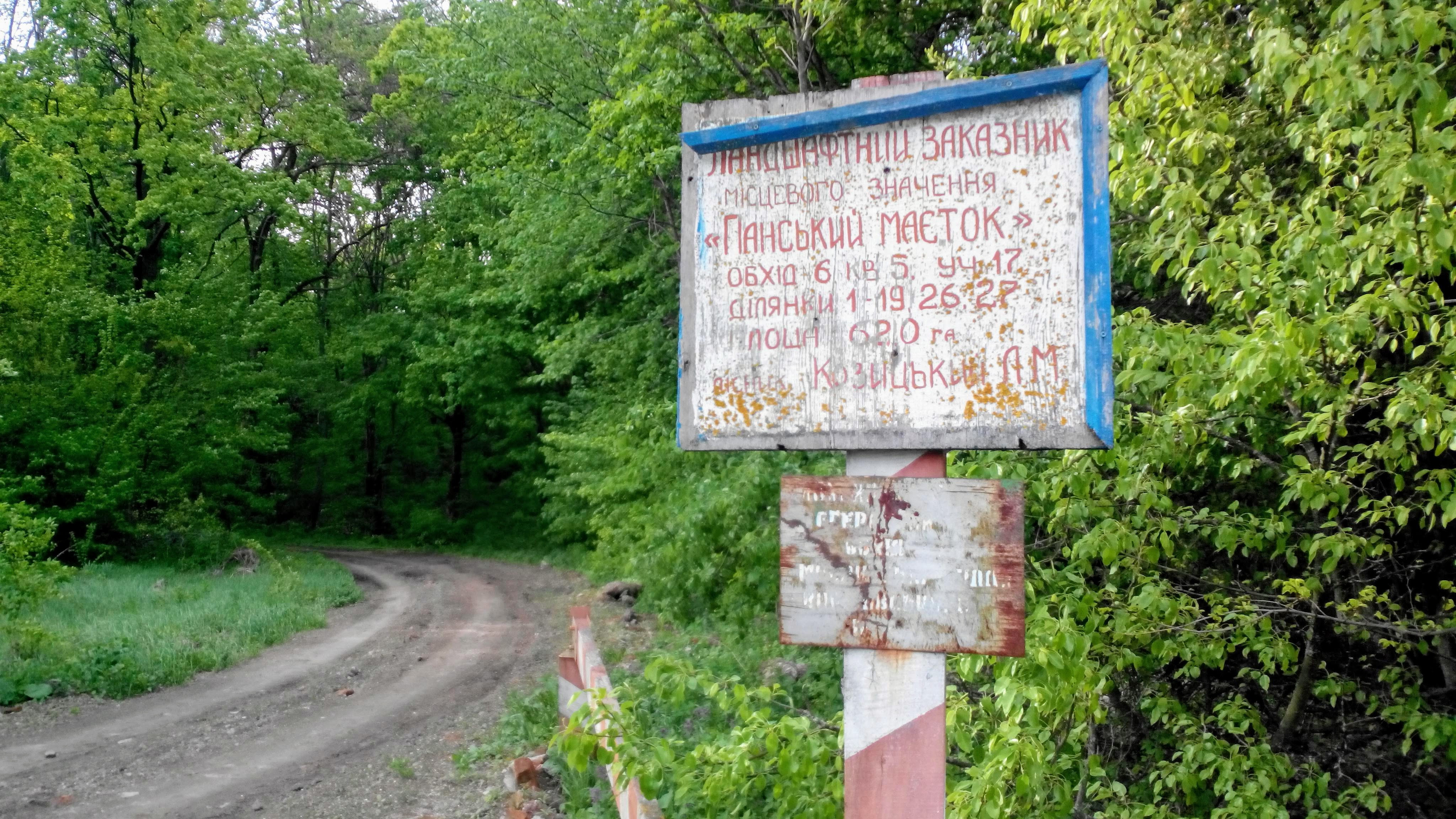
В`їзд до Панського маєтку

- Панський маєток — ландшафтний заказник місцевого значення,
- Урочище Крупське — лісовий заказник місцевого значення.

## Відомі люди
- Аржанцев Павло Захарович (1917—2011) — доктор медичних наук, учасник нацистсько-радянської війни, полковник медичної служби, вчений-спеціаліст в царині щелепно-лицьової хірургії й хірургічної стоматології, заслужений лікар Російської Федерації, лауреат Державної премії СРСР.
- Іван Микитович Челюк — український громадський та політичний діяч.